# Ninkō
Ninkō (jap. 仁孝天皇 Ninkō tennō; ur. 16 marca 1800, zm. 21 lutego 1846) − 120. cesarz Japonii, sprawujący władzę od 31 października 1817 do śmierci. Objął tron po abdykacji swojego ojca, cesarza Kōkaku.